# إياد برناط
إياد برناط (1973) هو ناشط فلسطيني يقود نضال بلعين السلمي في الضفة الغربية. وهو رئيس اللجنة الشعبية لمقاومة الجدار في بلعين، والتي قادت المظاهرات الأسبوعية ضد جدار الضم والتوسع العنصري منذ عام 2005. وهو أيضًا رئيس جمعية أصدقاء الحرية والعدالة في بلعين، وهي منظمة مؤيدة للفلسطينيين صرحت بكون أهدافها تتمثل في بناء "شبكة واسعة من الأشخاص الذين يدعمون الحرية والعدالة للجميع من مختلف أنحاء العالم".

## نشاطه
في عام 1990، عندما كان عمر إياد برناط 17 عامًا، اتُهم بتهمة رمي الحجارة على جنود الجيش الإسرائيلي، وحكم عليه بالسجن لمدة عامين. وقد تم اعتقاله وسجنه بسبب احتجاجه السلمي على الإجراءات الإسرائيلية أكثر من 10 مرات منذ ذلك الحين.
وفي عام 2004، بنى الجيش الإسرائيلي جدارًا يفصل مزارعي القرية عن أراضيهم، وأزال 1000 شجرة زيتون، وقيد التنقل بحجة حماية المستوطنين الإسرائيليين. ولذلك، ومنذ عام 2005، قاد إياد مظاهرات يوم الجمعة الأسبوعية ضد هذه الأنشطة، وشارك سكان قرية بلعين في هذه المظاهرات، إلى جانب مواطنين إسرائيليين وناشطو السلام الدوليين.
وفي شهر سبتمبر من عام 2007، قضت المحكمة العليا الإسرائيلية بأن الجدار المقام على مشارف بلعين يتدخل دون داعٍ في حياة السكان، وبدون تقديم أي ميزة أمنية. الأمر الذي اطلق عليه إياد "خطوة تاريخية" حيث قال: "ليس من السهل على المحكمة العليا أن تعيد الأراضي، ولكن المقاومة السلمية الصامدة لأهالي بلعين أدت إلى قرار إزالة الجدار جزئياً في القرية".
قارنت صحيفة واشنطن تايمز فلسفة إياد برناط حول تكتيكات الاحتجاج الفلسطيني بكتابات مارتن لوثر كينغ جونيور أو مهاتما غاندي. ووصف إياد إختياره للاحتجاج السلمي، قائلاً: "إن الإيمان بحقوق الفرد أهم من أي شيء آخر. إذا كنت واثقًا من حقوقي، فلن يجعلني أي شيء أشعر باليأس... عندما تقاوم جنديًا إسرائيليًا بالوسائل السلمية، تصبح أسلحتهم غيرمهمة". كما ذكرت صحيفة كريستيان ساينس مونيتور أن "الإستراتيجية أتت بثمارها"، وذلك عندما أصدرت المحكمة العليا الإسرائيلية حكماً بشأن مسار السياج حول بلعين.
وفي شهر نوفمبر من عام 2008، مُنع اياد ومجموعة من ناشطي السلام الأمريكيين من دخول مدينة نعلين الفلسطينية. وتم القبض عليه بعد ذلك في مداهمة صباح 21 نوفمبر، وتم تغريمه وإطلاق سراحه في شهر ديسمبر من نفس العام. ثم أصيب بجروح خطيرة مع ثمانية آخرين في مسيرة 15 مايو من عام 2009.
وفي شهر مارس من عام 2010، تم استجوابه من قبل ضباط جهاز الأمن الداخلي الإسرائيلي شاباك، بعد أن أرسل تقريرًا عبر البريد الإلكتروني حول احتجاجات الأسابيع السابقة بعنوان "الانتفاضة الثالثة تطرق الباب". كما منعه جهاز الأمن الداخلي الإسرائيلي من السفر إلى أوروبا والمشاركة في مؤتمرين لأسباب أمنية.
وفي شهر أبريل من نفس العام، نظم إياد بالإشتراك مع لويزا مورغانتيني، النائبة السابقة لرئيس البرلمان الإيطالي، مؤتمرَ بلعين السنوي الخامس حول المقاومة الشعبية السلمية ضد السياج والمستوطنات. وشارك في المؤتمر 25 قنصلاً ومبعوثاً أجنبياً، من بينهم ممثلون عن الأمم المتحدة والاتحاد الأوروبي. وقام كل من رئيس الوزراء الفلسطيني سلام فياض والنائب الدكتور مصطفى البرغوثي وعضو البرلمان الفرنسي جان كلود ليفورت بإلقاء خطاب في المؤتمر.
وخلال احتجاج في ديسمبر 2010، حيث كان الناشطون يرتدون زي شخصيات قبيلة نافي الخيالية ذات البشرة الزرقاء والشعر المدبب والذيل الطويل من فيلم أفاتار، أعلن إياد انتصاراً جزئياً، حيث بدأ الإسرائيليون بالاستعدادات لبناء مسار جديد للجدار بموجب حكم المحكمة الإسرائيلية الذي يعيد إلى القرية 30% من أراضيها. وقال: "نشعر بالارتياح ونشعر أن المقاومة السلمية ناجحة في هدفها". كما نقلت صحيفة لوس أنجلوس تايمز قوله: "حتى استعادة شبر واحد تعد إنجازًا... لكن الجدار لا يزال على أرضنا، والمسار الجديد سيقطع المزيد من أشجارنا. ولذلك سنواصل معركتنا ضد الجدار حتى نعيده إلى حدود 1967".
وفي مسيرة 15 يوليو من عام 2011، أصيب إياد بالرصاص الفولاذي المغلف بالمطاط بعد أن انضم مؤيدون دوليون وإسرائيليون إلى القرويين في الاحتجاج. ثم قاد المسيرة الأسبوعية في 31 أغسطس سنة 2012، والتي ضمت البرلمانيين البريطانيين مارتن لينتون وجون لازمان، تضامنا مع عائلة راشيل كوري.

## جولته النقاشية في الولايات المتحدة
ذهب إياد برناط في جولة نقاشية في الولايات المتحدة الأمريكية للحديث عن الصراع الإسرائيلي الفلسطيني، وذلك من نوفمبر 2012 إلى فبراير 2013. في البداية رفضت الأردن السماح له بالصعود على متن رحلة جوية إلى الولايات المتحدة. ولكن نقابة المحامين الوطنية كتبت رسالة إلى المملكة الأردنية تحثها فيها على السماح له بالسفر من عمان إلى جامعة ميشيغان. وبعد أسبوع من الاحتجاجات المستمرة، سُمح له بالصعود على متن طائرة متجهة إلى ديترويت، في 3 نوفمبر 2012.
وأثناء توقفه المقرر في مدينة فرانكفورت الألمانية، تم احتجازه مرة أخرى من قبل عملاء الولايات المتحدة وخضع لعدة ساعات من الاستجواب.
خلال عرض تقديمي في تيفين بولاية أوهايو، عرض إياد مقاطع فيديو تظهر جنوداً إسرائيليين يرتدون معدات مكافحة الشغب وهم يتراجعون ويطلقون الرصاص المطاطي والغاز المسيل للدموع على المتظاهرين السلميين، ويضربون رجلاً أعزلاً، ويستخدمون آلات توليد الضوضاء لإغراق الهتافات وتفريق المتظاهرين. كما أظهر أيضًا احتجاجات المقاومة السلبية لأفراد مقيدين ببعضهم البعض وبالأشجار والأسيجة. وقال برناط: "نحن لسنا ضد اليهود. نحن ضد الاحتلال". وعرض خلال بعض العروض فيلم خمس كاميرات محطمة (5 Broken Cameras) عن النضال في بلعين، من إخراج شقيقه المزارع عماد برناط. وحاز الفيلم على جائزة الأفلام الوثائقية من مهرجان صاندانس السينمائي، ورشح لجائزة الأوسكار لأفضل فيلم وثائقي.

## الحياة الشخصية
إياد برناط متزوج وله خمسة أطفال. أصيب مجد، الابن الأكبر لإياد، برصاص قناص إسرائيلي في أغسطس عام 2014، مما تسبب بجروح خطيرة.

## الجوائز
حصل إياد على جائزة جيمس لوسون للإنجاز في ممارسة الصراع اللاعنفي في عام 2015.